# قائمة رؤساء أبخازيا
تم إنشاء منصب رئيس أبخازيا في عام 1994. قبل إنشاء مكتب الرئيس ، عُرف منصب رأس الدولة كرئيس للبرلمان بين عامي 1992 و إنشاء دستور 1994. قبل منصب رئيس البرلمان ، كان أعلى منصب في أبخازيا هو رئيس السوفييت الأعلى. سيستمر هذا المنصب من إعلان السيادة من جمهورية جورجيا الاشتراكية السوفيتية في 25 أغسطس 1990 حتى إعلان الاستقلال في 23 يوليو 1992.

## رؤساء الدول غير الرئاسيين
| الرقم | الصورة        | الاسم (ولادة - موت)            | المنصب                    | مدة العضوية    | مدة العضوية       | مدة العضوية     | حزب سياسي              | حزب سياسي |
| الرقم | الصورة        | الاسم (ولادة - موت)            | المنصب                    | تولى منصبه     | ترك المكتب        | الوقت في المنصب | حزب سياسي              | حزب سياسي |
| ----- | ------------- | ------------------------------ | ------------------------- | -------------- | ----------------- | --------------- | ---------------------- | --------- |
| 1     |               | فاليريان كوباخيا (1929–1992)   | رئيس مجلس السوفيات الأعلى | 25 أغسطس 1990  | 24 ديسمبر 1990    | 121 أيام        | الحزب الشيوعي الأبخازي |           |
| 2     |               | فلاديسلاف اردزينبا (1945–2010) | رئيس مجلس السوفيات الأعلى | 24 ديسمبر 1990 | 23 يوليو 1992     | 1 سنة و212 أيام | الحزب الشيوعي الأبخازي |           |
| (2)   | رئيس البرلمان | فلاديسلاف اردزينبا (1945–2010) | 23 يوليو 1992             | 26 نوفمبر 1994 | 2 سنوات و126 أيام | مستقل           |                        |           |

## قائمة رؤساء أبخازيا
| الترتيب | الرئيس (الميلاد–الوفاة) | الرئيس (الميلاد–الوفاة)        | فترة الحكم     | فترة الحكم             | فترة الحكم        | الحزب                         | الانتخابات   | نائب الرئيس                                              |
| الترتيب | الصورة                  | الاسم                          | استلم المنصب   | ترك المنصب             | المدة             | الحزب                         | الانتخابات   | نائب الرئيس                                              |
| ------- | ----------------------- | ------------------------------ | -------------- | ---------------------- | ----------------- | ----------------------------- | ------------ | -------------------------------------------------------- |
| 1       |                         | فلاديسلاف اردزينبا (1945-2010) | 26 نوفمبر 1994 | 12 فبراير 2005         | 10 سنوات و78 أيام | مستقل                         | 1994 ‏- 1999 ‏ | فاليرى ارشبا                                             |
| 2       |                         | سيرغيه باغابش (1949-2011)      | 12 فبراير 2005 | 29 مايو 2011           | 6 سنوات و106 أيام | أبخازيا المتحدة               | 2005 ‏- 2009  | راؤول خاجيمبا (2005 – 2009) ألكساندر أنكفاب(2009 – 2011) |
| –       |                         | ألكساندر أنكفاب (1952- )       | 29 مايو 2011   | 26 سبتمبر 2011         | 120 أيام          | Aitaira                       | –            | –                                                        |
| 3       |                         | ألكساندر أنكفاب (1952- )       | 26 سبتمبر 2011 | 1 يونيو 2014 (أستقال)  | 2 سنوات و248 أيام | Aitaira                       | 2011         | ميخائيل لوغوا(2011-2013)                                 |
| –       |                         | فاليري بغانبا (1953- )         | 1 يونيو 2014   | 25 سبتمبر 2014         | 116 أيام          | مستقل                         | –            | -                                                        |
| 4       |                         | راؤول خاجيمبا (1958- )         | 25 سبتمبر 2014 | 12 يناير 2020 (أستقال) | 5 سنوات و109 أيام | منتدى الوحدة الوطنية لأبخازيا | 2014- 2019   | فيتالي غابنيا (2014-2018) أصلان بارتسيتس (2019 - 2020)   |
| –       |                         | فاليري بغانبا (1953- )         | 13 يناير 2020  | 23 أبريل 2020          | 101 أيام          | مستقل                         | –            | -                                                        |
| 5       |                         | أصلان بزانيا (1963- )          | 23 أبريل 2020  | حاليا                  | 5 سنوات و24 أيام  | مستقل                         | 2020         | بدر جنبا من 2020                                         |

## وصلات خارجية
- President of the Republic of Abkhazia. Official site